# Castillo de Wiener Neustadt
El castillo de Wiener Neustadt es un gran castillo localizado en la ciudad de Wiener Neustadt en Baja Austria, Austria, construido entre 1193-94.
Cuando este primer castillo se quedó pequeño, el duque de Austria Leopoldo VI el Glorioso mandó construir otro a comienzos del siglo XIII.

## Historia
El primer castillo en Wiener Neustadt fue construido en 1193, cuando al mismo tiempo se construyeron las murallas de la ciudad de Wiener Neustadt. Los gastos fueron pagados por el rescate de Ricardo Corazón de León.
En un tiempo el castillo se quedó pequeño, sin embargo, el castillo nuevo fue construido en el sitio actual de Leopold VI del Glorioso a principios del siglo XIII. Dado que la zona es bastante pantanosa, fue construido sobre pilotes de madera. Bajo Federico II el Warlike finalmente fue rodeado por un foso, las paredes exteriores y las torres.